# 1669 Dagmar
Dagmar (asteróide 1669) é um asteróide da cintura principal com um diâmetro de 35,78 quilómetros, a 2,7713706 UA. Possui uma excentricidade de 0,116152 e um período orbital de 2 028 dias (5,56 anos).
Dagmar tem uma velocidade orbital média de 16,82031974 km/s e uma inclinação de 0,94352º.
Esse asteróide foi descoberto em 7 de Setembro de 1934 por Karl Reinmuth.